# Nuculana pella
Nuculana pella is een tweekleppigensoort uit de familie Nuculanidae. De wetenschappelijke naam werd  gepubliceerd in 1767 door Carl Linnaeus.